# جيريمياه بوريل
جيريمياه بوريل (بالإنجليزية: Jeremiah Burrell)‏ هو محامي وصحفي أمريكي، ولد في 1 سبتمبر 1815، وتوفي في 1 أكتوبر 1856 بسبب ملاريا.
1. ↑   https://politicalgraveyard.com/bio/burrage-burrowes.html#493.07.24. {{استشهاد ويب}}: |url= بحاجة لعنوان (مساعدة) والوسيط |title= غير موجود أو فارغ (من ويكي بيانات) (مساعدة)